# Era do Rádio

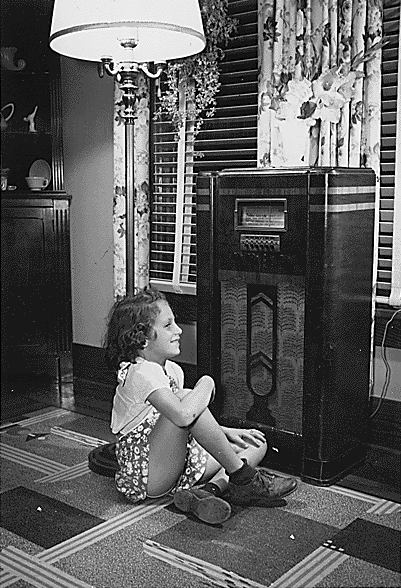
Menina ouvindo rádio valvulado durante a Grande Depressão. Antes do surgimento da televisão como meio de entretenimento dominante na década de 1950, as famílias se reuniam para ouvir o rádio doméstico à noite.

Era do Rádio (Old-time radio ou Golden Age of Radio, em língua inglesa) é o período que, nos Estados Unidos e outros países, compreendeu os anos de sucesso das emissoras de rádio. Nos EUA foram as décadas de 20 e 30, enquanto no Brasil o auge desse meio de comunicação ocorreu nos anos 40 a 50 do século XX. Até a chegada da televisão o rádio era o veículo de comunicação de massas com maior alcance e imediatismo.

## No Brasil
A primeira transmissão de rádio realizada no Brasil ocorreu no dia 7 de setembro de 1922, durante a inauguração da Exposição do Centenário da Independência na Esplanada do Castelo. O público ouviu o pronunciamento do Presidente da República, Epitácio Pessoa, a ópera O Guarani, de Carlos Gomes, transmitida diretamente do Teatro Municipal do Rio de Janeiro. Desde 1922 as experiências com rádio-clubes vinham sendo realizadas; entretanto, foi somente em 1923 que Edgar Roquette-Pinto inaugurou a primeira emissora de rádio, a Rádio Sociedade do Rio de Janeiro (atual Rádio MEC). No ano seguinte, foi inaugurada a Rádio Clube do Brasil (atual Rádio Mundial). Em 1926, foi inaugurada a Rádio Mayrink Veiga, seguida da Rádio Educadora, além de outras da Bahia, Pará e Pernambuco.
| Primeiras estações            | Localidade     | Instalação | Denominação                         |
| ----------------------------- | -------------- | ---------- | ----------------------------------- |
| PRA-2 (SPE, SQAA, SQ1A, PRAA) | Rio de Janeiro | 1923       | Rádio Sociedade do Rio de Janeiro   |
| PRA-3 (SQAB, PRAB)            | Rio de Janeiro | 1924       | Rádio Clube do Brasil               |
| PRA-7 (PRAC)                  | Rio de Janeiro | 1926       | Sociedade Rádio Educadora do Brasil |
| PRA-9 (PRAK)                  | Rio de Janeiro | 1927       | Rádio Sociedade "Mayrink Veiga"     |
| PRC-6 (PRAX)                  | Rio de Janeiro | 1930       | Sociedade Rádio Philips do Brasil   |
| PRB-3 (SQAY, PRAJ)            | Juiz de Fora   | 1926       | Rádio Sociedade de Juiz de Fora     |
| PRC-7 (PRAQ)                  | Belo Horizonte | 1927       | Rádio Sociedade Mineira             |
| PRA-6 (SQAG, PRAE)            | São Paulo      | 1923       | Sociedade Rádio Educadora Paulista  |
| PRA-5                         | São Paulo      | 1925       | Rádio Clube de São Paulo            |
| PRB-9                         | São Paulo      | 1925       | Rádio Sociedade Record              |
| PRB-6 (SQBO)                  | São Paulo      | 1927       | Sociedade Rádio Cruzeiro do Sul     |
| PRA-7 (SQAK, PRAI)            | Ribeirão Preto | 1924       | Rádio Clube de Ribeirão Preto       |
| PRB-5 (PRAZ)                  | Franca         | 1925       | Rádio Club Hertz                    |
| PRB-4 (SQAI, PRAS)            | Santos         | 1926       | Rádio Club de Santos                |
| PRB-2 (SQAF, PRAN)            | Curitiba       | 1923       | Rádio Clube Paranaense              |
| RSR                           | Porto Alegre   | 1924       | Rádio Sociedade Rio-Grandense       |
| PRC-2                         | Porto Alegre   | 1925       | Rádio Sociedade Gaúcha              |
| PRC-3 (PRAD)                  | Pelotas        | 1925       | Sociedade Rádio Pelotense           |
| PRA-8 (PRAP)                  | Recife         | 1923       | Rádio Clube de Pernambuco           |
| PRA-4 (SQAD, PRAH)            | Salvador       | 1924       | Rádio Sociedade da Bahia            |
| PRE-9                         | Fortaleza      | 1924       | Ceará Rádio Clube                   |
| ?                             | São Luís       | 1924       | Rádio Sociedade Maranhense          |
| PRC-5 (PRAF)                  | Belém          | 1928       | Rádio Clube do Pará                 |

A década de 30 marcou o apogeu do rádio como veículo de comunicação de massa, refletindo as mudanças pelas quais o país passava. O crescimento da economia nacional atraía investimentos estrangeiros, que encontravam no Brasil um mercado promissor. A indústria elétrica e a indústria fonográfica proporcionaram um grande impulso à expansão radiofônica. A Era do Rádio e a Era de Ouro dos Cassinos estão associados a alguns artistas famosos que tiveram suas carreiras impulsionadas pela divulgação no rádio, e como palco ou referências de grandes shows os famosos cassinos da primeira metade do século XX. O Rio de Janeiro desta época, Capital da República, era cheio de glamour, efervescência cultural e centro da política brasileira. O Cassino da Urca marcou uma época, e talvez tenha sido o mais famoso de todos. Grandes nomes do cenário artístico nacional e internacional lá se apresentaram. Entre os artistas nacionais que lá fizeram shows memoráveis estão Carmen Miranda (ver: Carmen No Cassino Da Urca), Emilinha Borba e Grande Otelo.
Quando a Rádio Nacional foi fundada, no ano de 1936, o mundo inteiro ainda mal refeito da primeira Grande Guerra esperava pela eclosão de um novo conflito. No Brasil, Getúlio Vargas governava com aparência de alguma legalidade. Fora eleito por uma Assembléia Constituinte, por ele mesmo nomeada, em 1934. Entretanto, o golpe que viria a implantar o Estado Novo encontrava-se em gestação. O governo conseguira a pouco debelar a Intentona Comunista, liderada por Luís Carlos Prestes. Foi neste cenário, que a Rádio Nacional foi concebida. A Rádio Nacional marcou a radiofonia no Brasil. Em seus quadros, brilhavam os talentos de Iberê Gomes Grosso, Luciano Perrone, Almirante, Radamés Gnattali e Dorival Caymmi. Em 1940, a Rádio Nacional foi encampada pelo governo de Getúlio Vargas, a programação ganhou novo formato, sob a direção de Gilberto de Andrade.
O auge do rádio no Brasil ocorreu a partir dos anos 40, quando o país assiste o surgimento de ídolos, novelas e revistas a expor o meio artístico. Dessa época são nomes como Mário Lago, Cauby Peixoto, Emilinha Borba, Paulo Gracindo, Janete Clair e muitos outros, que eram retratados na Revista do Rádio, de Anselmo Domingos.
Apesar de ter garantido por várias décadas papel de destaque na sociedade brasileira, em fins da década de 1950, com a concorrência da televisão, o rádio começou a perder prestígio, uma vez que a recente novidade  reunia não apenas som, mas também imagem. Além do mais, ficava caro manter um cast de atores e atrizes.

## Imagens
| Era do Rádio: | Era do Rádio: | Era do Rádio: | Era do Rádio:                                                | Era do Rádio: |
| --- | --- | --- | ------------------------------------------------------------ | ------------- |
| | | |                                                              |               |
| Albert Einstein na estação de rádio da Companhia Marconi (Somerset, EUA, 23 de Abril de 1921). | Jovem estadunidense aprende a construir seu próprio rádio (c. 1922). | No estúdio da rádio Mayrink Veiga, 1932, o jovem Manuel de Nóbrega, aos 19 anos ( 2º em pé da esq. para dir.) Carmen e Aurora Miranda (sentadas) segurando a flauta Pixinguinha. A Mayrink Veiga era a estação de rádio mais importante do Rio de Janeiro nos anos 30 e 40. | Rádio valvulado, no estilo Art déco, típico da Era do Rádio. |               |
| | | |                                                              |               |
| A estação de rádio de Frank Conrad garagem de sua casa em Wilkinsburg, Julho de 1920, a origem de uma das primeiras estações de transmissão comercial pioneiras, a imensamente popular KDKA em Pittsburgh, Pensilvânia. | 30 de Outubro de 1938: Orson Welles transmite "A Guerra dos Mundos" dramatizando a invasão alienígena de Marte na Terra, causando pânico em massa, já que muitos ouvintes acreditaram tratar-se de uma invasão real. | | Antena da emissora Yle em Joensuu, Finlândia, 1938.          |               |